# 臨沂新村駅
座標: 北緯31度11分41秒 東経121度30分42秒 / 北緯31.19472度 東経121.51167度
臨沂新村駅（りんぎしんそんえき）は中華人民共和国上海市浦東新区に位置する上海地下鉄6号線の駅である。

## 駅構造
- 島式ホーム1面2線を有する地下駅。
- 駅構内は黄色を基調にしている。

## 駅周辺
- 上海東方電視台
- 浦三路小学
- 浦東新区教育学院実験学校
- 浦東中学
- 南碼頭路街道弁事処

## 歴史
- 2007年12月29日 - 開業。

## 隣の駅
上海軌道交通
■6号線
上海児童医学中心駅 - 臨沂新村駅 - 高科西路駅